# Paracyatholaimus oistospiculoides
Paracyatholaimus oistospiculoides är en rundmaskart som först beskrevs av Allgen 1935.  Paracyatholaimus oistospiculoides ingår i släktet Paracyatholaimus och familjen Cyatholaimidae. Arten är reproducerande i Sverige. Inga underarter finns listade i Catalogue of Life.